# Pena remitida
En el derecho procesal penal chileno, una pena remitida, presidio remitido o remisión condicional de la pena es un beneficio otorgado al culpable de un delito, que le permite cumplir su pena en libertad, mediante una discreta observación y asistencia de Gendarmería de Chile durante un periodo entre uno y tres años, no menor a la duración de la pena efectiva.
Además de la pena remitida, otros beneficios alternativos al cumplimiento efectivo de una pena pueden ser la reclusión nocturna o la libertad vigilada.

## Requisitos
Los requisitos para optar a este beneficio son los siguientes:
- La sentencia no debe ser superior a tres años.
- El culpable no debe haber sido condenado anteriormente por crimen o delito simple.
- El culpable debe tener buenos antecedentes personales y de conducta.

## Deberes
Durante el tiempo que dura la pena remitida, el reo debe cumplir con lo siguiente:
- Residir en un lugar determinado.
- Respetar la observación y asistencia de Gendarmería, quien debe recabar anualmente un certificado de antecedentes prontuariales.
- Realizar alguna actividad remunerada, si no se conocen formas honestas de subsistencia del reo, y éste no se encuentra estudiando.
- Pagar las multas y costes impuestos en la sentencia, salvo que el tribunal lo exima de esto por razones justificadas.

El no cumplimiento de alguna de estas condiciones pueden llevar al tribunal a revocar al reo la pena remitida, y hacerlo pagar la pena efectiva, o bien a cumplir con reclusión nocturna, según lo estime conveniente.